# Émile Poilvé
Émile Poilvé (Mégrit, Francia, 19 de septiembre de 1908-11 de octubre de 1962) fue un deportista francés especialista en lucha libre olímpica donde llegó a ser campeón olímpico en Berlín 1936.

## Carrera deportiva
En los Juegos Olímpicos de 1936 celebrados en Berlín ganó la medalla de oro en lucha libre olímpica estilo peso medio, por delante del estadounidense Richard Voliva (plata) y del turco Ahmet Kireççi (bronce).